# Hester (Familienname)
Hester ist ein englischer Familienname.

## Namensträger
- Carl Hester (* 1967), britischer Dressurreiter
- Devin Hester (* 1982), US-amerikanischer Football-Spieler
- George Hester (1902–1951), kanadischer Sprinter
- Gustav Hester (1883–1934), deutscher Schriftsteller, Kabarettist und Maler, siehe Joachim  Ringelnatz
- James McNaughton Hester (1924–2014), US-amerikanischer Universitätsrektor und Hochschullehrer
- Joy Hester (1920–1960), australische Künstlerin
- Laurel Hester (1956–2006), US-amerikanische Homosexuellen-Aktivistin
- Leigh Ann Hester (* 1982), US-amerikanische Soldatin
- Marc Hester (* 1985), dänischer Radrennfahrer
- Marcus Hester (* 1974), US-amerikanischer Schauspieler
- Michael Hester (* 1972), neuseeländischer Fußballschiedsrichter
- Paul Hester (1959–2005), australischer Musiker
- Paul V. Hester (* 1947), pensionierter US-amerikanischer General der Air Force
- Rita Hester (1964–1998), US-amerikanische Transsexuelle
- Treyvon Hester (* 1992), US-amerikanischer American-Football-Spieler
- William Ewing Hester (1912–1993), US-amerikanischer Tennisfunktionär, Präsident der USTA